# 국제 비정부 기구
국제 비정부 기구(International non-governmental organization, INGO)는 비정부 기구(NGO)와 같은 임무를 지니지만 국제적인 범위에 있으며 여러 나라의 특정한 문제들을 다루기 위해 세계 주변에 전진기지들을 갖추어 놓고 있다. 비정부 기구(NGO)와 국제 비정부 기구(INGO)는 정부간 기구(IGO)와는 성격을 달리하는데, 정부 간 국제 기구는 유엔이나 국제 노동 기구와 같은 그룹을 가리킨다.
국제 비정부기구들은 그들의 일차적인 목적에 의해 더욱 정의될 수 있다. 일부 INGO는 운영적이어서, 그들의 주된 목적은 서로 다른 프로젝트와 운영을 통해 각 국가 내에서 지역사회 기반 조직을 육성하는 것이다. 일부 INGO는 그들의 주된 목적이 특정 이슈에 대해 다른 나라 정부의 정책 결정에 영향을 미치거나 특정 이슈에 대한 인식을 증진시키는 것이라는 것을 의미한다. 많은 대형 INGO들은 개별 국가 내에서 함께 일하는 운영 프로젝트와 지지 이니셔티브의 요소들을 가지고 있다.

## 기준
국제연합 공공정보부와 관련되기 위해서는 국제 비정부 기구(INGO)와 비정부 기구(일반적으로 비정부기구)가 이러한 특정 기준을 따라야 한다.
- NGO는 유엔 헌장의 원칙을 지지하고 존중해야 한다.
- 국가 또는 국제적으로 인정되어야 한다.
- 비영리 기반에만 운영되어야 하며 면세 상태를 가져야 한다.
- 뉴스레터, 게시판 및 팸플릿을 발행하거나 회의, 세미나 및 라운드 테이블을 조직하거나 미디어의 주목을 받아 유엔 활동에 대해 유권자와 더 광범위한 청중에게 효과적인 정보 프로그램을 실행할 수 있는 약속과 수단을 가져야 한다.
- 연관 이전에 UN 정보 센터/서비스 또는 UN 시스템의 다른 부분과 협력한 만족스러운 기록이 있는 것이 좋다.
- NGO가 협력 기록을 가지고 있지 않지만 NGO에 대한 DPI 위원회가 신청을 승인하는 경우, NGO는 관련 기관/UNIS 또는 UN 시스템 조직과 파트너십을 구축할 수 있을 때까지 2년의 임시 연합 상태를 가진다.
- NGO는 미국 통화로 표시되고 유자격 독립 회계사가 수행하는 감사된 연간 재무제표를 제공해야 한다.
- NGO는 의사 결정, 임원 선출 및 이사회 구성원의 투명한 절차를 제공하는 법령/법규를 가져야 한다.
- 최소 3년 동안 작업의 연속성에 대한 확립된 기록을 가져야 하며 미래에 지속적인 활동에 대한 가능성을 보여야 한다.

## 발전
INGO의 주된 초점은 개발도상국에 구호와 개발 원조를 제공하는 것이다. 주와 관련하여, INGO의 목적은 국가가 자국민에게 제공할 수 없거나 제공할 수 없는 서비스를 제공하는 것이다. 에이즈 인식과 예방, 깨끗한 물, 말라리아 예방과 같은 이러한 조직의 건강 프로젝트와, 여학생들을 위한 학교, 개발도상국에 책을 제공하는 교육과 같은 교육 프로젝트는, 그 당시 미국 정부가 제공할 수 없거나 제공하기를 꺼리는 사회 서비스를 제공하는 데 도움을 준다. 국제 비정부기구들은 또한 허리케인이나 홍수나 긴급구호가 필요한 위기와 같은 자연재해에 대한 최초의 대응자들 중 하나이다.
일반적으로 비정부기구는 전체 해외개발원조의 15% 이상을 차지하고 있는데, 이것은 성장과 개발 과정과 관련이 있다. 지난 30년간 원조(부분적으로 INGO에 의해 기여)가 하위 10억의 연간 성장률을 1% 증가시킨 것으로 추산되었다. 30년 중 1%가 큰 진전처럼 보이지 않는 반면, 계속 정체되거나 거꾸로 추락하는 대신, 지난 몇 년간 꾸준히 발전이 증가해 왔다는 사실에 신용을 얻어야 한다.
INGO에 의해 촉진되는 많은 국제 프로젝트와 지지 이니셔티브는 인권 접근법과 역량 강화 접근방식을 통해 지속 가능한 개발을 장려한다. 인권 옹호 문제를 부분적으로 조장하는 INGOS는 모든 인간의 권리를 존중하고 혜택 받지 못한 공동체의 권한을 장려하는 국제 사법 표준을 제정하려고 노력한다.
국제사법재판소 같은 다른 기구들은 한 나라의 합법성과 발전을 강화하는 효과적이고 합법적인 사법 제도를 위해 일하고 있다. 그러나 소액금융과 교육을 촉진하는 사람들 같은 다른 사람들은 기술과 인적자원을 개발함으로써 시민과 사회의 역량에 직접적인 영향을 미치며 시민권 부여와 지역사회 참여를 장려한다. INGO는 국내 및 국제 정부 계획과 함께 글로벌 개발의 중요한 부분이다.
거의 모든 INGO는 명시적인 합리화된 목표를 가진 개별 행위자들에 의한 자발적인 행동을 통해 생성되고 유지된다. 개방적인 회원제도와 민주적인 의사 결정이라는 대담한 규범 아래, 그들은 더 안전하고 더 효율적인 기술 체계, 더 강력한 지식 구조, 더 나은 신체 관리, 우호적인 경쟁 그리고 공정한 놀이를 장려하기 위해 전 세계에 "진보"를 확산시키려 한다. 이러한 목표를 달성하기 위해, 그들은 의사소통, 지식, 합의 가치, 의사결정, 그리고 개인의 헌신을 강조한다. INGO는 이데올로기와 구조 사이에 다섯 가지 기본 세계문화원칙을 가지고 있다. 즉, 보편주의, 개인주의, 합리주의적 권위, 발전을 합리화하는 인간의 목적, 세계 시민권이다.

- 비정부 기구
- 비영리 단체

## 같이 보기
- 비영리 단체
- 싱크탱크

1. ↑  UN Department of Public Information, "Criteria." http://www.un.org/dpi/ngosection/criteria.asp (accessed November 10, 2010)
2. ↑  "World Bank and NGOs." October 3, 2007.http://library.duke.edu/research/subject/guides/ngo_guide/igo_ngo_coop/ngo_wb.html (accessed November 10, 2010).
3. ↑  Collier, Paul. 2007. The Bottom Billion: Why the Poorest Countries are Failing and What Can Be Done About It. Oxford and New York: Oxford University Press. (p.100).
4. ↑  Lechner and Boli, Frank J. and John (2012). 《The Globalization Reader》 4판. John Wiley & Sons, Ltd. 309쪽.
5. ↑  Boli and Thomas, John and George M. (1997). “World Culture in the World Polity: A Century of International Non-Governmental Organization”. 《American Sociological Review》 62 (2): 171–190. doi:10.2307/2657298. JSTOR 2657298.